# (73658) 1981 EU14
(73658) 1981 EU14 – planetoida z pasa głównego asteroid okrążająca Słońce w ciągu 3,9 lat w średniej odległości 2,48 j.a. Odkryta 1 marca 1981 roku.